# Sama Maani

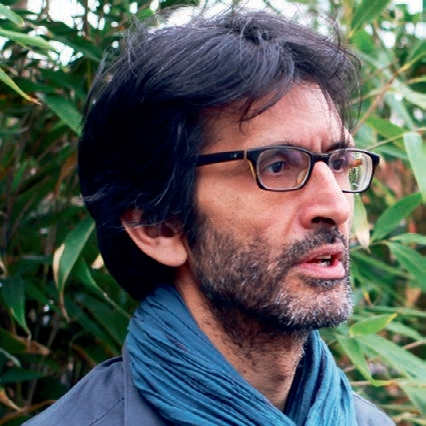
Sama Maani

Sama Maani (geboren 1963 in Graz) ist ein österreichischer Schriftsteller, Psychiater und Psychoanalytiker.

## Leben
Sama Maani wurde als Sohn iranischer Baha'i in Graz geboren und wuchs in Österreich, Deutschland und im Iran auf. Er studierte Medizin in Wien sowie Philosophie in Zürich.
Maani lebt und arbeitet in Wien und ist als Psychoanalytiker unter anderem für den Verein Hemayat tätig, der Überlebende von Krieg und Folter unterstützt.

## Werk
Maani veröffentlichte in deutschsprachigen und iranischen Zeitschriften (u. a. in Kayhan London und Kaveh) und Anthologien, u. a. in den Literaturzeitschriften kolik und Wespennest.
Über Maanis Text Der Heiligenscheinorgasmus, für den er 2004 ausgezeichnet wurde, befand der Schriftsteller Vladimir Vertlib: „Ein sprachlich virtuos gearbeiteter Text, der schonungslos Identitätszuschreibungen in Frage stellt. Im Spiel mit Klischees, deren Doppelbödigkeit durch groteske Überzeichnungen erst erkennbar wird, werden scheinbar die Abgründe der österreichischen, der Schweizer, aber auch der persischen ‚Seele‘ ausgelotet. Doch der aus Persien stammende Protagonist ist genauso ein typischer Österreicher, der die Ressentiments seiner Schweizer Nachbarn auf sich zieht, wie er ein typischer Zuwanderer oder typischer Perser ist, also letztlich überall untypisch und somit wieder sehr gewöhnlich für die heutige Zeit.“
Es folgten erzählende und essayistische Texte, in denen Maani diese Themen vertiefte. Auch im 2014 erschienenen Briefroman Ungläubig dekonstruiert und ironisiert er kulturelle Zuschreibungen bis hinein ins Groteske. Unkommentiert erhalten seine Figuren Raum für ihre Schilderungen, die immer weiter auseinander driften.
Seine 2015 veröffentlichte Essaysammlung Respektverweigerung nimmt Anleihen bei Sigmund Freud und Theodor W. Adorno und analysiert die Widersprüche der Aufklärung und die Gefahr ihres Umschlags anhand moderner Beispiele wie der islamischen Revolution im Iran. Er kritisiert das Konzept der kulturellen Identität und verteidigt den Universalismus gegen den Kulturrelativismus sowie die Psychoanalyse als Kulturkritik gegen die Psychotherapie.

## Auszeichnungen
- 2004: Preis des Literaturwettbewerbs Schreiben zwischen den Kulturen[13][14]
- 2007: Österreichisches Staatsstipendium für das Romanprojekt Ungläubig[15]

## Publikationen (Auswahl)
Monografien
- Ungläubig. Roman. Drava, Klagenfurt 2014, ISBN 978-3-85435-733-9.
- Respektverweigerung. Warum wir fremde Kulturen nicht respektieren sollten. Und die eigene auch nicht. Sechs Essays. Drava, Klagenfurt 2015, ISBN 978-3-85435-757-5 (Inhaltsverzeichnis).
- Der Heiligenscheinorgasmus und andere Erzählungen. Drava, Klagenfurt 2016, ISBN 978-3-85435-790-2.
- Teheran Wunderland. Drava, Klagenfurt 2018, ISBN 978-3-85435-867-1.
- Žižek in Teheran. Roman. Drava, Klagenfurt 2021, ISBN 978-3-85435-954-8

Erzählungen
- Der Heiligenscheinorgasmus. In: Christa Stippinger (Hrsg.): Sprachsprünge. Edition Exil, Wien 2004, ISBN 3-901899-24-3.
- Zeitzeugenstunde. In: kolik. Nr. 29, 2005.
- Wertes Zentralkomitee. In: kolik. Nr. 36, 2007.

Essays
- Warum wir Linke über den Islam nicht reden können. In: eXperimenta. Mai 2012 (auch in Respektverweigerung).
- Emma und die Revolutionen im Iran. Über das Freudianische und das Benjaminische der iranischen Freiheitsbewegung. In: Werkblatt. Nr. 71, 2/2013 (auch in Respektverweigerung).
- Warum uns Psychotherapie nicht weiterhilft. Plädoyer für Psychoanalyse. In: Versorgerin. Nr. 109, März 2016 (auch in Respektverweigerung)
- Wenn fremde Kulturen verschwinden Deutschlandfunk, 27. Januar 2019